# Pseudoxyrhopus
Pseudoxyrhopus is een geslacht van slangen uit de familie Pseudoxyrhophiidae.

## Naam en indeling
De wetenschappelijke naam van de groep werd voor het eerst voorgesteld door Albert Günther in 1881. Er zijn 11 soorten, inclusief de pas in 1999 beschreven soort Pseudoxyrhopus oblectator.

## Uiterlijke kenmerken
De kop is duidelijk te onderscheiden van het lichaam door de aanwezigheid van een insnoering. De ogen zijn relatief klein en hebben een ronde pupil.

## Levenswijze
De slangen zijn nachtactief en leven op de bodem. Van een aantal soorten is bekend dat ze in de bodem graven.

## Verspreiding en habitat
De slangen komen voor in delen van Afrika en leven endemisch op het eiland Madagaskar. De habitat bestaat uit vochtige tropische en subtropische bossen,zowel in laaglanden als in bergstreken, droge tropische en subtropische bossen en scrublands. Ook in door de mens aangepaste streken zoals akkers en aangetaste bossen kunnen de dieren worden aangetroffen.

## Beschermingsstatus
Door de internationale natuurbeschermingsorganisatie IUCN is aan alle soorten een beschermingsstatus toegewezen. Vier soorten worden beschouwd als 'veilig' (Least Concern of LC), drie soorten als 'gevoelig' (Near Threatened of NT), twee soorten als 'kwetsbaar' (Vulnerable of VU) en een soort als 'bedreigd' (Endangered of EN). De soort Pseudoxyrhopus ankafinaensis ten slotte wordt gezien als 'ernstig bedreigd' (Critically Endangered of CR).

## Soorten
Het geslacht omvat de volgende soorten, met de auteur en het verspreidingsgebied.
| Naam                           | Auteur                               | Verspreidingsgebied           | Beschermingsstatus |
| ------------------------------ | ------------------------------------ | ----------------------------- | ------------------ |
| Pseudoxyrhopus ambreensis      | Mocquard, 1895                       | Madagaskar                    |                    |
| Pseudoxyrhopus analabe         | Nussbaum, Andreone & Raxworthy, 1998 | Noordelijk Madagaskar         |                    |
| Pseudoxyrhopus ankafinaensis   | Raxworthy & Nussbaum, 1994           | Madagaskar                    |                    |
| Pseudoxyrhopus heterurus       | Jan, 1863                            | Madagaskar                    |                    |
| Pseudoxyrhopus imerinae        | Günther, 1890                        | Madagaskar                    |                    |
| Pseudoxyrhopus kely            | Raxworthy & Nussbaum, 1994           | Madagaskar                    |                    |
| Pseudoxyrhopus microps         | Günther, 1881                        | Oostelijk Madagaskar, Nosy Be |                    |
| Pseudoxyrhopus oblectator      | Cadle, 1999                          | Madagaskar                    |                    |
| Pseudoxyrhopus quinquelineatus | Günther, 1881                        | Madagaskar                    |                    |
| Pseudoxyrhopus sokosoko        | Raxworthy & Nussbaum, 1994           | Zuidoostelijk Madagaskar      |                    |
| Pseudoxyrhopus tritaeniatus    | Mocquard, 1894                       | Oostelijk Madagaskar          |                    |